# Димитровски комунистически младежки съюз
Димитровският комунистически младежки съюз (съкратено ДКМС) е комунистическа младежка организация в България в периода от 1946 до 1990 година.
Тя е национална по обхват и единствената младежка организация в страната, пряко ръководена от Българската комунистическа партия. По организационна структура и методи на работа наподобява БКП: върховен орган е конгресът, между конгресите се ръководи от централен комитет начело с първи секретар.
Членовете на организацията се наричат комсомолци и биват приети в нея след навършване на 14-годишна възраст; като правило преди това те са преминали през пионерските организации „Чавдарче“ (до 9 г.) и ДПО „Септемврийче“ (между 9 и 14 г.). Организацията има Устав и при приемането кандидатите се изисква да го знаят.
Въпреки посочения в Устава принцип на доброволност, членуването е почти задължително, защото който не се съгласи доброволно да стане член на ДКМС, среща всячески трудности в начинания като намиране на работно място, кандидатстване във висши учебни заведения и др. Напротив, членовете на ДКМС на по-високи постове са били привилегировани и част от номенклатурата в Народна република България, без значение от нивото на личните им способности. Освен това окуражавано е било следенето и доносничеството срещу несъгласните с цялата политика на БКП/ДКМС и много от тях са били преследвани и дори заплатили с живота си в комунистическите концлагери, един от тях е известният в Белене.
Членският внос е бил 10 стотинки на месец.

## История
Димитровският комунистически младежки съюз има за предшественик РМС (Работнически младежки съюз), създаден още през 1928 година. Съюзът на народната младеж (създаден 1947 година) е негов приемник, преименувал се след смъртта на Георги Димитров през 1949 година в ДСНМ (Димитровски съюз на народната младеж). На априлския пленум през 1956 година се ражда ДКМС и носи това име до 1990 година. Саморазпуска се на извънреден конгрес през февруари 1990 г. На негово място се създава младежката организация Българска демократична младеж (БДМ). Последният първи секретар на Централния комитет на ДКМС, Росен Карадимов, е избран за ръководител на БДМ.

### Първи секретари на ЦК
| Име              | На поста от/до                   |
| ---------------- | -------------------------------- |
| ...              |                                  |
| Лъчезар Аврамов  | 1951 – 1955                      |
| ...              |                                  |
| Георги Атанасов  | 1965 – 1968                      |
| Иван Панев       | 8 февруари 1968 – декември 1971  |
| Енчо Москов      | декември 1971 – 23 март 1976     |
| Бойчо Щерянов    | 23 март 1976 – 23 март 1979      |
| Георги Танев     | 23 март 1979 – 24 декември 1981  |
| Станка Шопова    | 24 декември 1981 – март 1986     |
| Андрей Бунджулов | март 1986 – юли 1989             |
| Евгени Узунов    | юли 1989 – 21 декември 1989      |
| Росен Карадимов  | 21 декември 1989 – февруари 1990 |

### Списък на минали конгреси
| Ред                            | от/до                        |
| ------------------------------ | ---------------------------- |
| I конгрес на СНМ               | 21 – 22 декември 1947        |
| II пленум ЦК на СНМ            | 25 юли 1948                  |
| III пленум ЦК на СНМ           | септември 1948               |
| IV пленум ЦК на СНМ            | февруари 1949                |
| V пленум ЦК на СНМ             | юни 1949                     |
| VI траурен пленум на ЦК на СНМ | 9 август 1949                |
| VIII пленум на ЦК на ДСНМ      | 24 – 25 март 1950            |
| II конгрес на ДСНМ             | 21 – 24 февруари 1951        |
| III конгрес на ДСНМ            | 13 – 15 май 1954             |
| IV(IX) конгрес на ДКМС         | 27 ноември – 1 декември 1958 |
| X конгрес на ДКМС              | 25 – 28 април 1963           |
| XI конгрес на ДКМС             | 10 – 13 януари 1968          |
| XII конгрес на ДКМС            | 25 – 28 май 1972             |
| XIII конгрес на ДКМС           | 9 – 11 май 1979              |
| XIV конгрес на ДКМС            | 25 – 27 май 1982             |
| XV конгрес на ДКМС             | 25 – 27 май 1987             |